# 조인종
조인종(曺寅鍾, 1957년 1월 2일 ~ )은 대한민국의 제7대 경상남도 밀양시의원이자, 제12대 경상남도의원이다.

## 학력
- 봉황국민학교 20회
- 초동중학교 10회
- 밀성고등학교 22회
- 경상대학교 응용생명과학부 이학 박사 졸업

## 경력
- 초동농업경영인회 회장
- 종남산 공원묘지 반대대책위원장
- 무안중학교 운영위원회 위원
- 밀성고등학교 운영위원회 위원장
- 부산대학교 동물자원학과 강사
- 초동청년회특우회 회원
- 밀성고등학교 총동창회 부회장
- 한국낙농육우협회 밀양시 지부장
- 밀양시 축산연합회 회장
- 밀양시 농업정책 심의위원회 위원
- 2014.07 ~ 2018.06 제7대 경상남도 밀양시의회 의원
- 2014.07 ~ 2016.07 제7대 경상남도 밀양시의회 전반기 산업건설위원회 위원장
- 2014.07 ~ 2016.07 제7대 경상남도 밀양시의회 전반기 예산결산특별위원회 위원
- 2016.07 ~ 2018.06 제7대 경상남도 밀양시의회 후반기 산업건설위원회 위원
- 2016.07 ~ 2018.06 제7대 경상남도 밀양시의회 후반기 예산결산특별위원회 위원
- 대경대학교 겸임교수
- 2024.04 ~ 제12대 경상남도의회 의원
- 2024.04 ~ 2024.07 제12대 경상남도의회 전반기 경제환경위원회 위원
- 2024.07 ~ 제12대 경상남도의회 후반기 기획행정위원회 위원
- 2024.07 ~ 제12대 경상남도의회 후반기 예산결산특별위원회 위원

## 역대 선거 결과
|  | 22.64% |

|  | 22.80% |

|  | 55.62% |